# Onthophagus discedens
Onthophagus discedens là một loài bọ cánh cứng trong họ Bọ hung (Scarabaeidae).